# جاسينتو لارا
جاسينتو لارا (بالإسبانية: Jacinto Lara)‏ هو سياسي كولومبي، ولد في 5 يونيو 1777 في فنزويلا، وتوفي في 25 فبراير 1859 في باركيسيميتو في فنزويلا.